# Haruhiko Kuroda
Pour les articles homonymes, voir Kuroda.
Haruhiko Kuroda (黒田 東彦, Kuroda Haruhiko) est le 31e gouverneur de la Banque du Japon. Il était auparavant le président de la Banque asiatique de développement du 1er février 2005 au 18 mars 2013,.

## Biographie
Kuroda étudie à l'université de Tokyo de 1963 à 1967, où il a étudié le droit et passé l'examen du barreau avant d'obtenir son diplôme. Il rejoint le ministère des Finances après l'obtention de son diplôme, et étudié l'économie à l'université d'Oxford sur une bourse d'études du gouvernement japonais de 1969 à 1971. Il occupe ensuite divers postes au ministère des Finances, dont le poste de vice-ministre des Finances pour les affaires internationales entre 1999 et 2003. Il démissionne du ministère en janvier 2003 et est nommé conseiller spécial du Cabinet en mars 2003. Il est président de la Banque asiatique de développement entre 2005 et 2013.

## Gouvernance de la Banque du Japon
Kuroda est un défenseur d'une politique monétaire plus souple au Japon. Sa nomination en février 2013 par le nouveau gouvernement du Premier ministre Shinzō Abe était attendue. Kikuo Iwata - « un critique acharné des politiques passées de la BOJ » - et Hiroshi Nakaso, un haut responsable de la BOJ chargé des affaires internationales sont également nommés en même temps, étant deux députés de Kuroda. L'ancien gouverneur, Masaaki Shirakawa, est parti en mars 2013.
Kuroda affirme dans une interview réalisée en février 2013 qu'« il y a beaucoup de place pour l'assouplissement monétaire » au Japon, ajoutant  que la BOJ pourrait aller au-delà de l'achat d'obligations d'État pour inclure des obligations d'entreprises « ou même des actions ». Le yen, qui « a chuté de 10% par rapport au dollar depuis que Abe a commencé sa campagne en novembre », est également tombé aux nouvelles de la nomination de Kuroda. Cependant, le nouveau gouverneur devrait « utiliser son expérience en tant que haut responsable de la devise du Japon jusqu'en 2003 pour réfuter les critiques mondiales selon lesquelles Tokyo utilise une politique monétaire facile pour faire baisser le yen, déclenchant une guerre des monnaies ». Bloomberg cite Stephen Roach, un haut responsable de l'université Yale, qui a déclaré à propos des objectifs de Kuroda : « C'est un engagement fort de la part d'un homme bien intentionné, mais je ne suis pas convaincu que ça marchera. ». Lorsque Kuroda a été interrogé sur la même question lors de sa prise de position lors de la conférence de presse du 21 mars, Kuroda a déclaré que le rôle de la BOJ était de stabiliser les prix et que le ministère des Finances stabilisait les taux de change,,,. Il a également déclaré que la politique de la BOJ  sur l'« assouplissement monétaire quantitatif et qualitatif » n'a pas pour but de dévaluer, mais vise à sortir de la déflation en ciblant l'inflation,. Malgré l'opposition des pays en développement, la politique a été acceptée par les autres pays développés au sommet du G20. Cependant, les membres du G20 ont souligné aux décideurs japonais qu'il fallait l'utiliser au niveau national tout en soulignant l'importance d'un effort japonais pour réduire la dette publique,.
Début 2016, après une période de faiblesse du marché mondial, Kuroda conduit le Japon à adopter des taux d'intérêt négatifs. La Banque du Japon avait déjà fait passer son bilan de 35% à plus de 70 % du PIB depuis 2013 et continuait à acheter 80 000 milliards de yens (plus de 600 milliards de dollars) de titres chaque mois. Kuroda justifie cela au moment de la réduction des taux d'intérêt en déclarant : « Les risques croissaient que le ralentissement dans les pays chinois, émergents et producteurs de ressources, qui a provoqué la volatilité et l'instabilité des marchés financiers depuis le début de l'année, pourrait nuire à la confiance parmi les compagnies nationales [japonaises] ».
En février 2018, son mandat est renouvelé pour 5 ans.